# ビッグママ・ハウス
『ビッグママ・ハウス』（原題: Big Momma's House）は、2000年のアメリカ合衆国のクライム・コメディ映画。マーティン・ローレンス主演、ラジャ・ゴズネル監督。ビッグママ変装時の特殊メイクは『ミセス・ダウト』でメイクアップ賞を受賞したグレッグ・キャノンが担当した。

## ストーリー
FBI捜査官のマルコム・ターナーは、脱獄した銀行強盗犯のレスター・ヴェスコが元恋人のシェリー・ピアースとともに、シェリーの祖母であるビッグ・ママの家に立ち寄る可能性があるということで、相棒のジョンと一緒にビッグ・ママの家に張り込むことを命じられる。ビッグ・ママがしばらく外出することになり、マルコムたちは家を捜索しているとシェリーから電話がかかってくる。マルコムはビッグ・ママに変装し、シェリーを探ることになった。

## キャスト
| 役名                                | 俳優                             | 日本語吹替       |
| ----------------------------------- | -------------------------------- | ---------------- |
| マルコム・ターナー                  | マーティン・ローレンス           | 江原正士         |
| シェリー・ピアース                  | ニア・ロング                     | 日野由利加       |
| ジョン                              | ポール・ジアマッティ             | 牛山茂           |
| レスター・ヴェスコ                  | テレンス・ハワード               | 諸角憲一         |
| ノーラン                            | アンソニー・アンダーソン         | 長島雄一         |
| トレント・ピアース                  | ジャッシャ・ワシントン           | 小池亜希子       |
| ハティ・メイ・ピアース ビッグ・ママ | エラ・ミッチェル                 | 磯辺万沙子       |
| ベン                                | カール・ライト                   | 藤本譲           |
| サディ                              | フィリス・アップルゲイト         | 竹口安芸子       |
| クロフォード                        | レイモンド・オコナー             | 稲葉実           |
| パターソン                          | スターレッタ・デュポワ           | 定岡小百合       |
| パターソン2                         | ジェシー・メイ・ホームズ         | 火野カチコ       |
| リナ                                | ニコール・プレスコット           | 湯屋敦子         |
| トゥイラ                            | オクタヴィア・スペンサー         | 加藤優子         |
| リタ                                | ティシーナ・アーノルド           | くればやしたくみ |
| 牧師                                | セドリック・ジ・エンターテイナー | 谷昌樹           |
| ジャド                              | ショーン・シボドー               | 高瀬右光         |
| バスケットボール少年1               | エドウィン・ホッジ               | 鈴木正和         |
| バスケットボール少年2               | オルディス・ホッジ               | 青木誠           |

日本語版制作スタッフ
- 翻訳：アンゼたかし
- 演出：高橋剛
- 制作：ビデオテック